# Vladimir Koloskov
Vladimir Fjodorovitsj Koloskov (Russisch: Владимир Фёдорович Колосков) (Krasny Bereg, Oblast Perm, 19 mei 1955 – 15 januari 2024) was een basketbalcoach die werkte voor verschillende teams in Rusland. Hij kreeg de onderscheiding Geëerde Coach van Rusland in 2006.

## Carrière
Koloskov begon zijn trainerscarrière bij assistent-coach bij Oeralmasj Sverdlovsk in 1983. In 1985 vertrok Koloskov naar Dinamo Wolgograd om daar assistent-coach te worden. In 1986 keerde Koloskov terug naar Oeralmasj Sverdlovsk, maar nu als hoofdcoach. In 1988 werd Koloskov weer hoofdcoach van Dinamo Wolgograd. Met die club werd hij twee keer derde om het Landskampioenschap van de Sovjet-Unie in 1989 en 1990. In 1992 ging Koloskov weer werken bij Oeralmasj-UMMC Jekaterinenburg. Met UMMC werd hij Landskampioen van Rusland in 2002. In 2003 ging hij naar Nadezjda Orenburg. In 2004 ging hij voor de vierde keer naar UMMC Jekaterinenburg. In 2006 ging Koloskov naar Sibirtelecom-Lokomotiv Novosibirsk. In 2008 ging hij weer naar Nadezjda Orenburg. In 2011 verhuisde Koloskov naar Dinamo-GUVD Novosibirsk. In 2013 verhuisde hij naar Tsmoki-Minsk in Wit-Rusland. In 2015 ging hij naar Kazanotsjka Kazan.
Vladimir Koloskov was getrouwd met basketbalspeelster Nadezjda Marilova en werd 68 jaar oud.